# Aluminijum fluorid
Aluminijum fluorid (AlF3) je neorgansko jedinjenje koje se koristi u proizvodnji aluminijuma. Ova bezbojna čvrsta materija se javlja u prirodi.

## Proizvodnja i pojava
Najveći deo aluminijum fluorida se proizvodi tretmanom alumine sa heksafluorosilikatnom kiselinom:
Alternativno, on se proizvodi termalnim razlaganjem amonijum heksafluoroaluminata. U malim razmerama u laboriatoriji se AlF3 takođe može pripremiti tretiranjem aluminijum hidroksida ili metala aluminijuma sa .
Aluminijum fluorid trihidrat se nalazi u prirodi u retkom mineralu rozenbergitu.

## Literatura
1. ↑   уреди
2. ↑  Evan E. Bolton; Yanli Wang; Paul A. Thiessen; Stephen H. Bryant (2008). „Chapter 12 PubChem: Integrated Platform of Small Molecules and Biological Activities”. Annual Reports in Computational Chemistry. 4: 217—241. doi:10.1016/S1574-1400(08)00012-1.
3. ↑  Housecroft, C. E.; Sharpe, A. G. (2008). Inorganic Chemistry (3. изд.). Prentice Hall. ISBN 978-0-13-175553-6.